# Aldo Montano (Fechter, 1978)

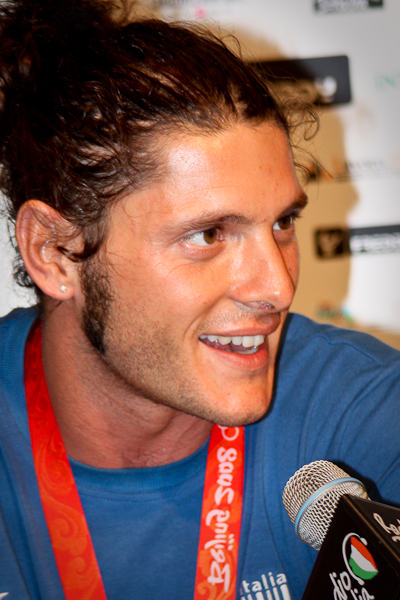
Aldo Montano 2008

Aldo Montano (* 18. November 1978 in Livorno) ist ein italienischer Säbelfechter. Montano wurde bei den Olympischen Sommerspielen 2004 in Athen Olympiasieger in der Einzelkonkurrenz. Mit der italienischen Säbelmannschaft gewann er die Silbermedaille. 2011 gewann er den Weltmeistertitel im Einzelwettbewerb.
Er kommt aus einer großen Fechterfamilie, bis auf eine Ausnahme alles Säbelfechter. Sein Großvater war Aldo Montano (Silbermedaille Olympia 1936 und 1948, Weltmeister 1938), sein Vater ist Mario Aldo Montano (Olympiasieger 1972 sowie Silbermedaille 1976 und 1980, Weltmeister 1973 und 1974). Seine Onkel waren Mario Tullio Montano (Olympiasieger 1972 und Silbermedaille 1976), bzw. sind Carlo Montano (Silbermedaille Olympia 1976 im Florett) und Tommaso Montano (Silbermedaille Olympia 1976).

## Erfolge
- Olympische Spiele
  - Athen 2004: Gold im Einzel, Silber im Mannschaftswettbewerb
  - Peking 2008: Bronze mit der Mannschaft, zehnter Platz im Einzelwettbewerb
  - London 2012: Bronze mit der Mannschaft, elfter Platz im Einzelwettbewerb
  - Tokio 2020: Silber mit der Mannschaft

- Junioren-Weltmeisterschaften:
  - 1997: Bronze im Einzel, Bronze im Mannschaftswettbewerb

- Weltmeisterschaften
  - Lissabon 2002: Silber im Mannschaftswettbewerb
  - Havanna 2003: Bronze im Einzelwettbewerb
  - Leipzig 2005: Silber im Mannschaftswettbewerb
  - St. Petersburg 2007: Silber im Einzel, Bronze im Mannschaftswettbewerb
  - Antalya 2009: Silber im Mannschaftswettbewerb
  - Paris 2010: Silber im Mannschaftswettbewerb
  - Catania 2011: Gold im Einzel, Bronze im Mannschaftswettbewerb

- Europameisterschaften
  - Moskau 2002: Silber im Mannschaftswettbewerb
  - Bourges 2003: Silber im Mannschaftswettbewerb
  - Zalaegerszeg 2005: Gold im Einzelwettbewerb
  - Plowdiw 2009: Gold im Mannschaftswettbewerb
  - Leipzig 2010: Gold im Mannschaftswettbewerb
  - Sheffield 2011: Gold im Mannschaftswettbewerb
  - Zagreb 2013: Gold im Mannschaftswettbewerb
  - Düsseldorf 2019: Bronze im Mannschaftswettbewerb